# Олия Тира
Олия Тира (на румънски: Olia Tira), е молдовска певица.
Заедно със SunStroke Project представя Молдова на Евровизия 2010 в Осло с песента „Run Away“.